# 新化学实体
根据美国食品和药物管理局（FDA）的定义，新化学实体（New chemical entity，NCE）或称为新原料药，是一种新颖的化学药物。该化合物可以是正在进行临床试验的药物或根据《联邦食品、药品和化妆品法案》第505(b)条中已递交申请并获得FDA非新用途首次批准的药物。
新分子实体（New molecular entity，缩写为NME）是一个更广泛的术语，包括NCE或NBE（新生物实体）。

## 定义
新化学实体中所谓的活性成分是指：在药物中使其具有生理或药理活性的某分子或离子成分，而不包括将药物衍生化成为酯、盐 （包括具有氢键或配位键的盐）或其他非共价衍生物（如络合物、螯合物或包合物）的成分。

## 指导原则
根据國際醫藥法規協和會指导原则《Q6A质量标准：新原料药和新药制剂的检测方法和可接受标准：化学药物》中之规定，通常以下检测项目和可接受标准适用于所有新原料药：
- 性状：对新原料药状态（如固体、液体）和颜色的定性描述。若任何一种性质在贮藏时发生变化，应进行调查，并采取相应措施。
- 鉴别：理想的鉴别试验应能很好地区分可能存在的结构相似的化合物。鉴别试验对新原料药应具专属性，如红外光谱IR。
- 含量测定：应选专属性强、能反映产品稳定性的方法测定新原料药含量。在许多情况下可能使用同样方法（如高效液相色谱HPLC）测定新原料药含量和杂质含量。
- 杂质：杂质包括有机及无机杂质降解产物和残留溶剂。新化学实体降解产生的有机杂质和该制剂在生产过程中产生的杂质均应在新药制剂中监测。

## 新化学实体开发现状
新化学实体是创新型制药企业在药物发现早期阶段开发一类化学分子，经过临床试验后可转化为治疗某些疾病的药物。NCE的选择是药物研发过程的第一步，一旦NCE作为临床前候选化合物（Preclinical candidate compounds，PCC）准备进入新药临床研究（Investigational New Drug，IND）审核阶段，公司面临两个选择：可以独立开展临床试验或将此NCE授权给其他制药企业进行开发。在后一种选择中，创新型制药企业可避免昂贵且漫长的临床试验过程并规避临床试验的不确定性，而被授权方企业可开展进一步的临床试验并推进药物上市。在此过程中创新型公司更快地获得NCE对外授权的研发回报，而被授权药物研发企业则可缩短整个药物开发的研发周期，并减少药物研发前期的不确定性。
根据2007年食品和药物管理局修正案，所有新化学实体必须首先由咨询委员会审查，然后才能经由FDA获批。